# Galato 1-beta-glucosiltransferasa
En enzimología, un galato de 1-beta-glucosiltransferasa ( EC 2.4.1.136 ) es una enzima que cataliza la reacción química 
UDP-glucosa + galato ⇔ UDP + 1-galoil-beta-D-glucosa
Así, los dos sustratos de esta enzima son UDP-glucosa y galato, mientras que sus dos productos son UDP y 1-galoil-beta-D-glucosa. 
Esta enzima pertenece a la familia de las glicosiltransferasas , específicamente los hexosyltransferasas. El nombre sistemático de esta clase de enzimas es UDP-glucosa:galato beta-D-glucosiltransferasa. Otros nombres en uso común incluyen UDP-glucosa-1-vainillato glucosiltransferasa , UDPglucosa: vainillato 1-O-glucosiltransferasa y UDPglucosa:glucosiltransferasa galato. 